# Liste der Monuments historiques in Rochefort-en-Terre
Die Liste der Monuments historiques in Rochefort-en-Terre führt die Monuments historiques in der französischen Gemeinde Rochefort-en-Terre auf.

## Liste der Bauwerke
| Bezeichnung                       | Beschreibung | Standort                 | Kennzeichnung | Schutzstatus | Datum | Bild |
| --------------------------------- | ------------ | ------------------------ | ------------- | ------------ | ----- | ---- |
| Calvaire                          |              | Place de l’Église (Lage) | PA00091637    | Classé       | 1925  |      |
| Schloss                           |              | Rue du Château (Lage)    | PA00091638    | Inscrit      | 1990  |      |
| Kirche Notre-Dame-de-la-Tronchaye |              | (Lage)                   | PA00091639    | Classé       | 1931  |      |
| Haus                              |              |                          | PA00091642    | Inscrit      | 1937  |      |
| Haus                              |              | (Lage)                   | PA00091643    | Inscrit      | 1937  |      |
| Haus                              |              | (Lage)                   | PA00091644    | Inscrit      | 1937  |      |
| Haus                              |              | (Lage)                   | PA00091645    | Inscrit      | 1937  |      |
| Haus                              |              | Grande-Rue (Lage)        | PA00091640    | Classé       | 1926  |      |
| Haus                              |              | 2, Place du Puits (Lage) | PA00091641    | Inscrit      | 1932  |      |

## Liste der Objekte
- Monuments historiques (Objekte) in Rochefort-en-Terre in der Base Palissy des französischen Kultusministeriums